# Геније
Геније (лат. genius = Гениј, је човеков дух заштитник) јесте изузетно интелектуално, духовно и стваралачки обдарена особакоја је задужила човечанство својим делима у области науке, културе, уметности, политике и сл. У чисто техничком смислу, термин означава особу која на тесту интелигенције има IQ већи од 140. У целокупној популацији број таквих људи креће се између 0,5 и 1,0%.
Геније је особа која показује изузетну интелектуалну способност, креативну продуктивност, универзалност у жанровима или оригиналност, типично до степена који је повезан са постизањем нових открића или напретком у домену знања. Генији могу бити полихостори који се истичу у многим различитим предметима или могу показати висока достигнућа у само једној врсти активности.
Не постоји научно прецизна дефиниција генија. Понекад се генијалност повезује са талентом, али неколико аутора као што су Чесаре Ломбросо и Артур Шопенхауер систематски разликују ове појмове. Волтер Ајзаксон, биограф многих познатих генија, објашњава да иако висока интелигенција може бити предуслов, најчешћа особина која заправо дефинише генија може бити изузетна способност примене креативности и маштовитог размишљања у скоро свакој ситуацији.

## Геније по Канту
Лепу уметност може произвести само геније. „Геније је таленат којим природа прописује уметности правило“. Он поседује урођене душевне диспозиције помоћу којих ствара законе уметности. Лепа уметност је искључиво производ генија, истиче Кант. Али како одредити генија?
Тумачење и процењивање лепог подразумева добар укус. Произвођење лепог припада генију. Наравно, укус је неопходан генију, али постоје генијална дела лишена укуса. Да би се произвело уметничко дело није довољно поседовати укус већ и снажну имагинацију, дух и разум. Код генија се сва ова својства стичу у највишој мери. Пошто лепа уметност није у стању да самој себи даде правила, а пошто без тих правила није уметност могућа, то је лепа уметност могућа само као творевина генија.
Услови генијалности су пре свега оригиналност или дар да субјект произведе оно за шта не може бити прописано никакво правило. Творевине генија морају бити узорак тј. морају бити јединствене и егземпларне. Иако саме нису проистекле из подражавања ове творевине морају другима служити за подражавање. Геније није у стању да опише смисао онога што ствара, али поступа као природа која даје правила без објашњења. Уметничко стварање је превасходно несвесно и према томе правила стварања су несаопштљива и непоновљива. Природа сама управља генијем и служи се његовим талентом прописујући правила уметности. Помоћу генија се не могу прописати правила науци већ искључиво лепој уметности. Према томе, геније је личност „нарочитог духа, који је дат човеку при рођењу, који га штити и руководи, а од чијег надахнућа потичу све оригиналне идеје“.

## Психологија

### Количник интелигенције
Френсис Галтон је био пионир у истраживању и изузетних људских достигнућа и тестирања интелигенције. У својој књизи „Наследни геније“, написаној пре развоја тестирања интелигенције, предложио је да су наследни утицаји на изузетна достигнућа јаки и да је изузетност ретка у општој популацији. Луис Терман је изабрао „'скоро' геније или геније“ као ознаку за класификацију највише класификације у својој верзији Станфорд-Бинеовог теста из 1916. године. До 1926. године, Терман је почео да објављује о дугорочној студији калифорнијске школске деце коју су школски учитељи упутили на тестирање интелигенције, названој Генетске студије генија, коју је водио до краја живота. Кетрин М. Кокс, Терманова колегиница, написала је целу књигу „Ране менталне особине 300 генија“, објављену као други том серије књига „Генетичке студије генија“, у којој је анализирала биографске податке о историјским генијима. 
Неке особе са високим количником интелигенције придружују се друштву са високим коифицијентима. Најпознатија и највећа је Менса, али постоје и многе друге селективније организације.